# Ian Curtis
Ian Kevin Curtis (* 15. Juli 1956 in Stretford, Greater Manchester, England; † 18. Mai 1980 in Macclesfield, England) war ein britischer Sänger und Songwriter. Er wurde vor allem bekannt als Sänger, Texter und gelegentlicher Gitarrist der englischen Post-Punk-Band Joy Division.

## Leben

### Kindheit und Jugend
Ian Curtis wurde am 15. Juli 1956 in Old Trafford, Manchester, als Sohn eines Polizeibeamten geboren und wuchs in Macclesfield auf. Er besuchte die King’s School, die er nach dem Erreichen der O-Levels aufgrund von Meinungsverschiedenheiten mit seinen Lehrern verließ. Bereits in seiner frühen Jugend machte er Erfahrungen mit Drogen, als er große Mengen von Medikamenten wie Valium einnahm. Schon damals zeigten sich erste Anzeichen seiner Epilepsie, die er als Resultat seines Drogenmissbrauchs einschätzte.
Bereits im Jugendalter äußerte Curtis die Absicht, noch vor seinem dreißigsten Geburtstag zu sterben. Verstärkt wurde diese durch Vorbilder wie Jim Morrison, der im Alter von 27 Jahren aus nicht geklärten Gründen starb, weshalb Curtis seinen frühen Tod idealisierte. Seine Freunde gingen jedoch davon aus, dass sich seine Einstellung ändern würde, und nahmen sie nicht ernst. Allerdings war Curtis der einzige in seinem Umfeld, der sich unter dem Einfluss von Drogen selbst verletzte. Die Gewalt richtete er aber nur gegen sich selbst und nie gegen andere.

### Arbeit und Hochzeit
Nach dem Abbruch seiner Schullaufbahn jobbte Curtis zunächst bei Rare Records. Später gab er diese Stelle auf und arbeitete im öffentlichen Dienst, im Verteidigungsministerium des Vereinigten Königreichs sowie bei der Manpower Services Commissions in Manchester, einer Art Arbeitsamt, von der er zur Arbeitsvermittlung in Macclesfield versetzt wurde. Im Jahr 1979 musste er die Arbeit jedoch wegen zu großer Belastung durch den zunehmenden Erfolg von Joy Division aufgeben.
Am 17. April 1974 verlobte sich Curtis mit seiner Freundin Deborah „Debbie“ Woodruff und heiratete sie am 23. August 1975 in Henbury.

### Warsaw und Joy Division
Siehe auch: Joy Division
Im Juni 1976 stieß Curtis auf Peter Hook, Bernard Sumner und Terry Mason, mit denen er eine Band gründete. Am 19. Mai 1977 hatten sie ihren ersten Auftritt unter dem Namen Warsaw, der sich auf den Song „Warszawa“ des von Curtis verehrten Musikers David Bowie bezieht. Ihre erste EP An Ideal for Living veröffentlichte die Band im Januar 1978 jedoch unter dem Namen Joy Division, da es schon eine Londoner Band namens Warsaw Pakt gab.
Im Dezember 1978, auf dem Rückweg von einem Konzert in London, erlitt Curtis seinen ersten epileptischen Anfall. Als die anderen Bandmitglieder ihn ins Krankenhaus brachten, kam zum ersten Mal der Verdacht auf, dass Curtis krank sein könnte. Dies bestätigte sich nach dem Besuch eines Spezialisten im Januar 1979. Allerdings konnten die Ärzte nie eine Ursache für seine Krankheit ausfindig machen. Die Medikation, die Curtis daraufhin erhielt, erzeugte starke Stimmungsschwankungen, die sich auch in den depressiven und düsteren Texten der Band widerspiegelten. Allerdings hielt sein Umfeld seine Texte nur für einen Teil der Musik der Band. Rückblickend sagte das Bandmitglied Bernard Sumner jedoch: „Ich glaube wirklich, dass es die Tabletten waren, die ihn umbrachten. Wirklich. Ich weiß es.“
Am 16. April 1979 kam Curtis’ Tochter Natalie zur Welt. Etwa zwei Monate später erschien Joy Divisions erstes Album Unknown Pleasures. In dieser Zeit wurde Curtis’ nahes Umfeld zum ersten Mal auf dessen Textinhalte aufmerksam und ahnte, dass es sich dabei um öffentliche Hilferufe handelte. Mit der zunehmenden Popularität von Joy Division nahm auch sein Drogenkonsum wieder zu. Laut Deborah Curtis entwickelte er eine „Besessenheit für seelisches und körperliches Leiden“, so beschäftigte er sich zum Beispiel mit dem Nationalsozialismus in Deutschland. Mit dem steigenden Ansehen der Band wurde auch die Distanz zwischen ihm und seiner Frau immer größer.

### Affären, Suizidversuche und Suizid
Als Joy Division als Vorband der Buzzcocks auftrat, musste Curtis seinen Ganztagesjob aufgeben. Dadurch reduzierte sich sein Stress, so dass eine merkliche Verbesserung seines Gesundheitszustands festzustellen war.
Zu dieser Zeit gab Curtis zu, während der Tour Affären gehabt zu haben. So lernte er zum Beispiel die belgische Journalistin Annik Honoré kennen, mit der er eine längere Beziehung hatte und die seine Tour begleitete. Während der Europa-Tournee 1980 kam seine Frau Deborah ihm jedoch auf die Schliche. Auf ihren Wunsch hin versprach er, die außereheliche Beziehung zu beenden.
Nach dieser Trennung verstärkte sich Curtis’ Epilepsie wieder. Der Sänger hatte auch während einiger Konzerte epileptische Anfälle. Im selben Jahr unternahm er einen Selbstmordversuch, der jedoch fehlschlug. Er sagte, er habe mit der Musikbranche abgeschlossen und wolle die Band verlassen. Aufgrund des Vorfalls wollte Joy Division eine Pause einlegen, die aber nicht zustande kam. Stattdessen wurde eine Amerika-Tour geplant.

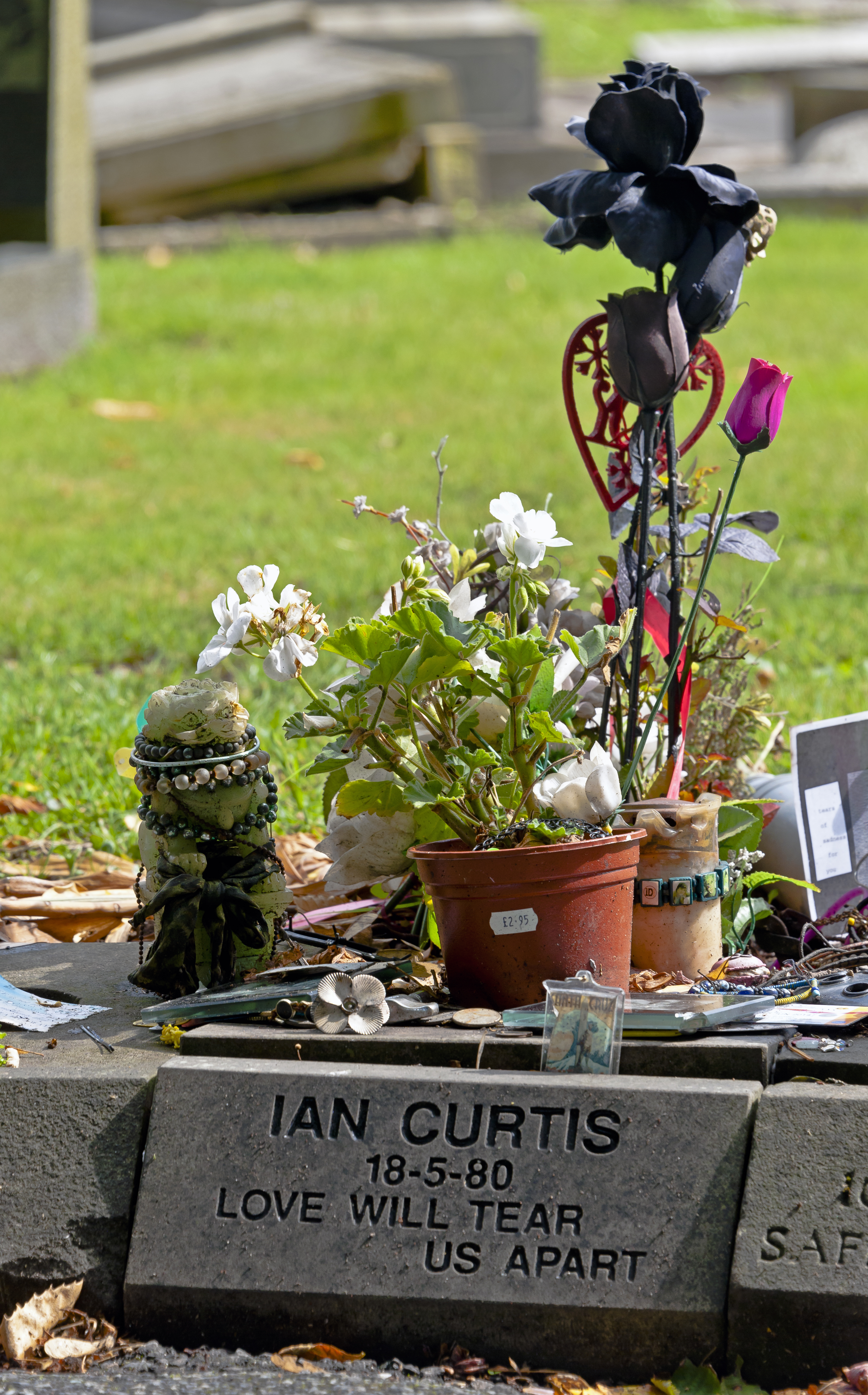
Curtis’ Grabstätte

Im Frühjahr 1980 reichte Curtis’ Ehefrau die Scheidung ein, da sich die Beziehung weiter verschlechtert hatte. Curtis versuchte vergeblich sie zu überreden, ihren Antrag auf Scheidung zurückzuziehen. Infolge seiner privaten Probleme vergrößerte sich auch seine Angst vor der US-Tour. Einerseits befürchtete er negative Auswirkungen auf seine Epilepsie, andererseits litt er unter Flugangst.
Curtis war ein großer Verehrer der Werke von Regisseur Werner Herzog. Nachdem er sich dessen Film Stroszek angesehen hatte, erhängte sich Curtis in der Nacht vom 17. auf den 18. Mai 1980 (einen Tag vor Beginn der Tournee) in seiner Wohnung in Macclesfield. Sein Leichnam wurde eingeäschert und am 23. Mai auf dem Friedhof von Macclesfield beigesetzt. Sein Grabstein trägt die von seiner Frau gewählte Inschrift „Love Will Tear Us Apart“ („Liebe wird uns auseinanderreißen“) als Referenz an das gleichnamige Lied von Joy Division. Der Stein wurde in der Nacht vom 1. zum 2. Juli 2008 von Unbekannten entwendet.
Die verbliebenen Mitglieder von Joy Division formierten sich 1980 zusammen mit der Musikerin Gillian Gilbert, der Freundin des Joy-Division-Schlagzeugers Stephen Morris, unter dem Namen New Order neu und bedienten sich anfangs teilweise der Kompositionen und Texte von Ian Curtis.

## Prägung und Idole
Musikalisch wurde Curtis u. a. von David Bowie, Lou Reed, Iggy Pop sowie von dem Sänger und Songwriter seiner Lieblingsband The Doors, Jim Morrison, geprägt. Sein Interesse an Literatur spiegelte sich in den Namen der von ihm verfassten Liedtexte. So zum Beispiel „Interzone“, nach einer gleichnamigen Kurzgeschichtensammlung von William S. Burroughs, oder auch „Atrocity Exhibition“, ein Kurzgeschichtenband von J. G. Ballard.

## Musik
Eines seiner Markenzeichen neben seinem Tanzstil war Curtis’ markante Bassbariton-Stimme, die in starkem Kontrast zu seiner sanften Redestimme stand und den depressiven Charakter der Musik mitprägte, der Joy Division unverwechselbar machte.
Gesundheitliche Probleme infolge seiner Epilepsie sowie zunehmende private Schwierigkeiten mit seiner Frau Deborah setzen Curtis in beträchtlichem Maße zu. Das vermutlich bekannteste Lied von Joy Division, Love Will Tear Us Apart, umschreibt in seinem Text seine problembeladene Situation.

## Film
- Der Film 24 Hour Party People von Michael Winterbottom über die Geschichte des Labels Factory Records aus dem Jahr 2002 beschäftigt sich in der ersten Hälfte mit der Geschichte von Ian Curtis und Joy Division.
- Der niederländische Fotograf und Filmemacher Anton Corbijn veröffentlichte 2007 den Film Control, eine Verfilmung des Buchs Aus der Ferne von Deborah Curtis, in dem Curtis durch Sam Riley verkörpert wurde.
- Grant Gee fertigte 2007 aus Archivmaterial und Zeitzeugeninterviews eine Dokumentation namens Joy Division an, die er als Ergänzung zu „Control“ bezeichnete.